# Chi Khế
Chi Khế (danh pháp khoa học: Averrhoa), thường hay được đặt trong Họ Chua me đất, nhưng đôi khi cũng được đặt trong họ riêng của chính nó là Averrhoaceae. Chi này có danh pháp theo tên của Averroes, một nhà triết học và thiên văn học thế kỷ 12 từ Al-Andalus.

## Một số loài

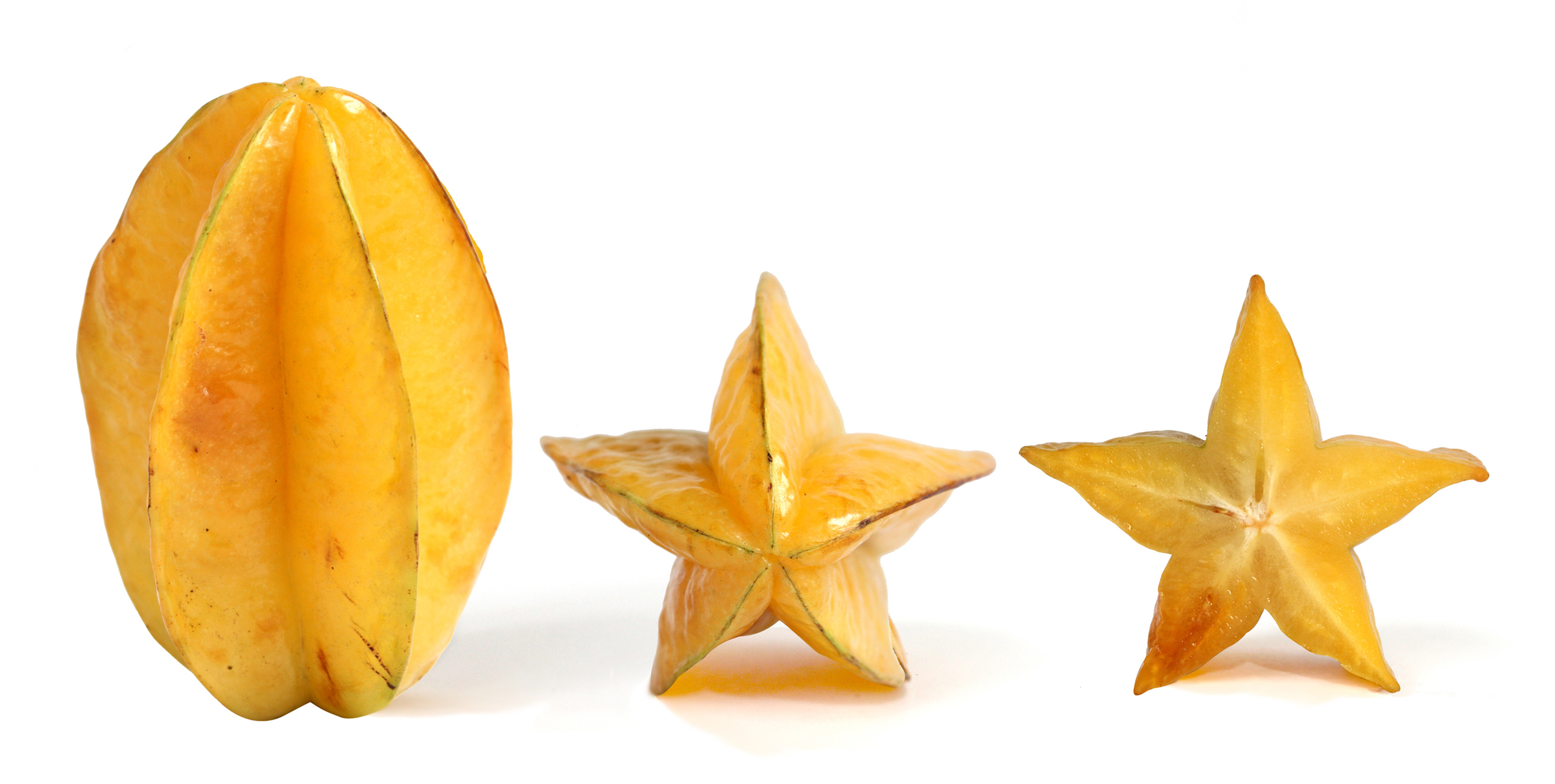
Quả khế

Chi này bao gồm khoảng một chục loài, trong đó 2 loài là khế và khế tàu, được trồng để lấy quả:

### Các loài được công nhận
- Averrhoa bilimbi L., 1753: Khế tàu, khế ngọt, khế đường. Có lẽ có nguồn gốc từ Molluccas, Indonesia, nhưng hiện nay được trồng rộng khắp Đông Nam Á, Trung Quốc, Trung và Nam Mỹ, Australia, Zanzibar. Thực vật chí Trung Quốc cho rằng loài này du nhập vào quốc gia này[1].
- Averrhoa carambola L., 1753: Khế, khế gianh. Loài bản địa Đông Nam Á và Ấn Độ. Thực vật chí Trung Quốc cho rằng loài này du nhập vào quốc gia này[1].
- Averrhoa dolichocarpa Rugayah & Sunarti, 2008. Phân bố: New Guinea, Papuasia, châu Á nhiệt đới. Mẫu thu tại đảo Yapen.
- Averrhoa leucopetala Rugayah & Sunarti, 2008. Phân bố: Sulawesi (Malesia, châu Á nhiệt đới). Mẫu thu tại Gorontalo.
- Averrhoa microphylla Tardieu, 1943. Mẫu thu tại Trung Bộ, Việt Nam. Nhưng không thấy ghi nhận sinh sống tự nhiên hay được gieo trồng tại đâu.

### Chưa dung giải
- Averrhoa acida L., 1753
- Averrhoa frondosa Salisb., 1796
- Averrhoa minima Perr., 1825
- Averrhoa sinica Hance, 1852